# Spinner (berg- och dalbana)
Spinner är en berg- och dalbana på Skara Sommarland. Attraktionen stod fram till 2010 på CentrO Park i Oberhausen Tyskland under namnet Speedy, men efter deras konkurs köptes  Spinner tillsammans med ett flertal andra attraktioner av Parks and resorts som placerade ut dem i deras parker.